# 경봉

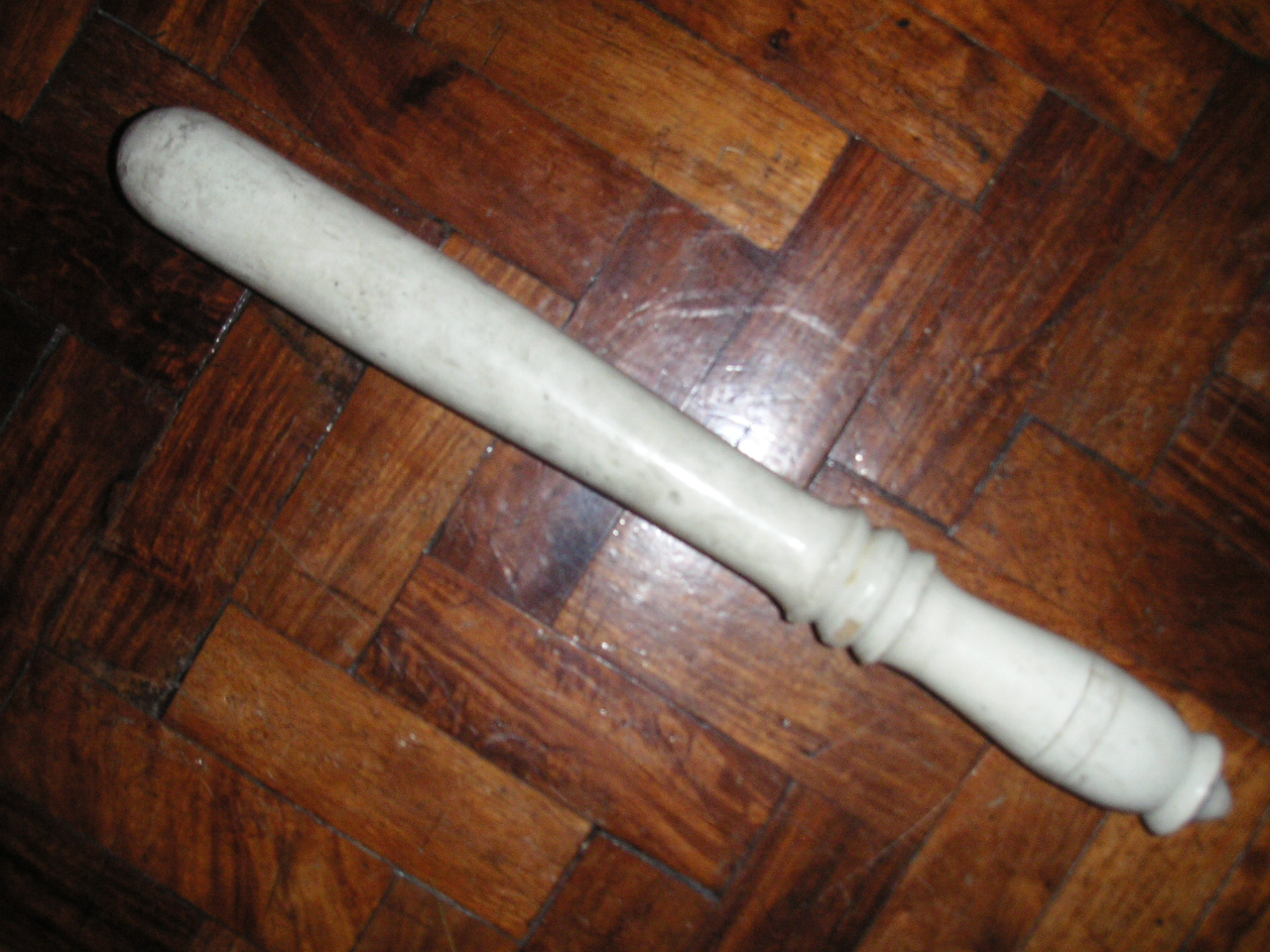
현대 목제 경봉

경봉(警棒)은 일반적으로 팔 길이, 혹은 그 이하의 길이의 원통형 막대기로, 무기 또는 호신 도구, 체포 도구로 사용된다. 주로 경찰이나 경호원, 군인 등의 법을 집행하거나 불특정 다수로부터 무언가를 보호하는 직업을 가진 이들이 사용하며, 사법의 상징으로 꼽히기도 한다.
경봉은 주로 누군가를 물리적으로 제압할 때 사용되며, 살상 무기로서는 거의 이용되지 않는다. 목재나 고무, 플라스틱이나 금속으로 만들어졌으며, 일반적으로 타인의 공격을 방어하거나 물리적으로 타격하는데 사용되고, 이를 이용해 팔을 비틀거나 하는 등의 고급 기술 또한 사용된다. 한편으로는 창문 등을 깨서 건물이나 차량 등에 갇힌 사람을 구조하거나, 용의자의 몸을 수색할 때 손 대용으로 사용되기도 한다.
경봉은 둔기로서 충분한 위력을 가진 경우가 많아, 무기로서 악용될 가능성도 있다. 이 때문에 대부분의 국가에서는 경봉의 소지나 사용을 법적으로 제한하기도 한다.

## 용법
1970년대 이전까지 경봉의 용도는 주로 범죄자의 머리를 직접적으로 가격하여 뇌진탕을 일으키는 등의 방법으로 기절시켜 제압하는 방법이었다. 그러나 이 방법은 몹시 위험하여 대상자에게 육체적으로 큰 부상을 입힐 위험이 높았고, 범죄자의 방어 기제로 인해 신뢰성 또한 높지 않아 제압 효과 또한 안정적이지 못하였다. 또한 시대가 지나면서 경찰의 지나치게 과격한 제압 방식에 대한 불만 또한 폭주하여 점차적으로 사용하지 않는 방법이 되었다.
현대의 경찰들은 급박한 경우가 아닌 한 경봉으로 머리나 가슴, 척추나 고간 등의 급소가 될 수 있는 부위를 직접적으로 타격하지 못하도록 제한받고 있으며, 주로 허벅지나 이두박근 등의 가격하기 쉽고 큰 신경계가 지나가기 때문에 민감도가 높은 부위를 가격하는 것으로 변화되었다. 또한 타격 방식 역시 기존의 강한 힘과 큰 동작으로 휘두르는 방식에서, 채찍을 사용하듯 가벼우면서도 빠르게 휘두를 수 있는 방식으로 휘두르는 것을 권장하고 있다.

## 같이 보기
- 십수
- 톤파